# WNBA Finals MVP Award
Der WNBA Finals Most Valuable Player (MVP) Award ist eine bedeutende Basketball-Auszeichnung in der Women’s National Basketball Association. Sie wird jährlich an die wertvollste Spielerin der Finalserie verliehen. Die Auszeichnung wird unmittelbar nach dem letzten Spiel der Finalserie überreicht. Cynthia Cooper hat die Trophäe insgesamt viermal gewonnen, öfter als jede andere Spielerin.
Die einzigen Gewinner dieser Auszeichnung, die nicht aus den USA stammen, sind die Australierin Lauren Jackson in der Saison 2010 und die Belgierin Emma Meesseman in der Saison 2019.

## WNBA Finals MVP
| Saison | Spielerin        | Mannschaft          |
| ------ | ---------------- | ------------------- |
| 1997   | Cynthia Cooper   | Houston Comets      |
| 1998   | Cynthia Cooper2  | Houston Comets      |
| 1999   | Cynthia Cooper3  | Houston Comets      |
| 2000   | Cynthia Cooper4  | Houston Comets      |
| 2001   | Lisa Leslie      | Los Angeles Sparks  |
| 2002   | Lisa Leslie2     | Los Angeles Sparks  |
| 2003   | Ruth Riley       | Detroit Shock       |
| 2004   | Betty Lennox     | Seattle Storm       |
| 2005   | Yolanda Griffith | Sacramento Monarchs |
| 2006   | Deanna Nolan     | Detroit Shock       |
| 2007   | Cappie Pondexter | Phoenix Mercury     |
| 2008   | Katie Smith      | Detroit Shock       |
| 2009   | Diana Taurasi    | Phoenix Mercury     |
| 2010   | Lauren Jackson   | Seattle Storm       |
| 2011   | Seimone Augustus | Minnesota Lynx      |
| 2012   | Tamika Catchings | Indiana Fever       |
| 2013   | Maya Moore       | Minnesota Lynx      |
| 2014   | Diana Taurasi2   | Phoenix Mercury     |
| 2015   | Sylvia Fowles    | Minnesota Lynx      |
| 2016   | Candace Parker   | Los Angeles Sparks  |
| 2017   | Sylvia Fowles2   | Minnesota Lynx      |
| 2018   | Breanna Stewart  | Seattle Storm       |
| 2019   | Emma Meesseman   | Washington Mystics  |
| 2020   | Breanna Stewart2 | Seattle Storm       |
| 2021   | Kahleah Copper   | Chicago Sky         |
| 2022   | Chelsea Gray     | Las Vegas Aces      |
| 2023   | A’ja Wilson      | Las Vegas Aces      |
| 2024   | Jonquel Jones    | New York Liberty    |